# Euryrhynchina
Euryrhynchina is een geslacht van kreeftachtigen uit de klasse van de Malacostraca (hogere kreeftachtigen).

## Soort
- Euryrhynchina edingtonae Powell, 1976